# 울트라매니악의 에피소드 목록
다음은 울트라매니악의 에피소드 목록이다.

## 방영 에피소드
1. 마법소녀 등장
2. 소년, 소녀를 만나다
3. 아유의 변신
4. 처음 만나던 날
5. 수수께끼
6. 라이벌 등장
7. 애완동물이 커지다
8. 세 쌍둥이 소동
9. 유타의 진실
10. 저주받은 인형
11. 마야의 불청객
12. 아유의 오해
13. 마법의 조끼
14. 루나의 등장
15. 주황색 돌
16. 사랑의 우편 배달부
17. 애완 고양이 소동
18. 20세의 일기
19. 심술쟁이 할아버지
20. 카지의 두 얼굴
21. 엇갈린 오해
22. 사랑을 빼앗는 꽃
23. 야간비행
24. 가장자리 무도회
25. 검은 구름의 비밀
26. 해피엔딩